# Упитник (ТВ емисија)
Упитник је била недељна панелна емисија која је емитована од 2004. до 2021. године на Радио-телевизији Србије. Приредила је Оливера Јовићевић, дебитантска емисија 30. новембра 2004. Истраживао је једно питање за епизоду са панелом релевантних гостију.
Упитник је емитован четвртком за првих деветнаест епизода пре него што се преселио у понедељак у 22 сата 5. октобар 2009. године.